# Hoplochelus piliger
Hoplochelus piliger är en skalbaggsart som beskrevs av Blanchard 1850. Hoplochelus piliger ingår i släktet Hoplochelus och familjen Melolonthidae. Inga underarter finns listade i Catalogue of Life.